# Gary Sinise
Gary Alan Sinise (estado de Illinois, 17 de marzo de 1955) es un actor y director estadounidense. A lo largo de su carrera, Sinise ha ganado un premio Emmy y un Globo de Oro, y ha sido nominado a la Palma de Oro y al Óscar. 
En 1992 dirigió e interpretó un papel en la adaptación de De ratones y hombres. Fue nominado al Óscar como mejor actor de reparto en 1994 por su papel como el teniente Dan Taylor en Forrest Gump. 
Ganó el Globo de Oro como mejor actor en un telefilme por su papel en Truman. En 1996 interpretó a un oficial de policía corrupto en el drama Rescate, de Ron Howard.
En 1998 ganó el Emmy al mejor actor en un telefilme por George Wallace, donde interpretó a George Wallace, el gobernador de Alabama.
Entre 2004 y 2014 encarnó al detective Mac Taylor, el protagonista de CSI: Nueva York, papel que lo relanzó a la fama internacional. 
En 2015 participó en la serie de televisión Criminal Minds (Mentes criminales) como el agente Jack Garrett.

## Primeros años
Sinise nació en Blue Island, Illinois, hijo de Millie Alsip y el montador de cine Robert L. Sinise. Parte de su ascendencia es italiana. Asistió a la Secundaria Highland Park, de Illinois, y continuó estudiando en la Universidad estatal de Illinois. En 1974, Sinise y dos amigos, Terry Kinney y Jeff Perry, fundaron la Compañía de teatro Steppenwolf. Desde su fundación, Steppenwolf ha exhibido el talento de actores como Joan Allen, Kevin Anderson, Gary Cole, Ethan Hawke, Glenne Headly, John Mahoney, John Malkovich, Laurie Metcalf, Martha Plimpton, Jim True-Frost y William Petersen. En Steppenwolf, Sinise desarrolló sus habilidades como actor y director, y trabajó en más de treinta producciones.

## Carrera

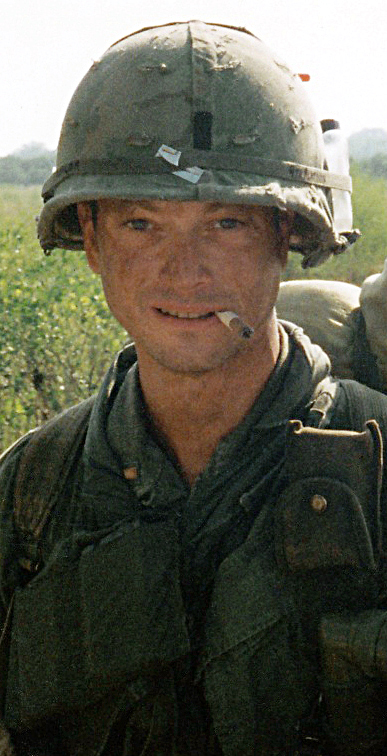
Sinise en el set de filmación de Forrest Gump en 1994.

En 1982, la carrera de Sinise comenzó a tener éxito cuando dirigió y protagonizó la obra True West, producida en el teatro Steppenwolf. En 1983, ganó un premio Obie por su trabajo como director y un año más tarde trabajó con John Malkovich en una producción de la PBS de la misma obra. En 1988 dirigió Miles from Home, una película protagonizada por Richard Gere acerca de la lucha de dos hermanos contra el cierre de la granja familiar. Posteriormente, Sinise trabajó en varias películas, entre ellas Forrest Gump, Of Mice and Men (la cual también dirigió), Apolo 13, Reindeer Games, Snake Eyes, Ransom, Misión a Marte, Apocalipsis, Impostor y The Green Mile. Además grabó un audiolibro de Travels with Charley: In Search of America y de De ratones y hombres, del autor John Steinbeck.

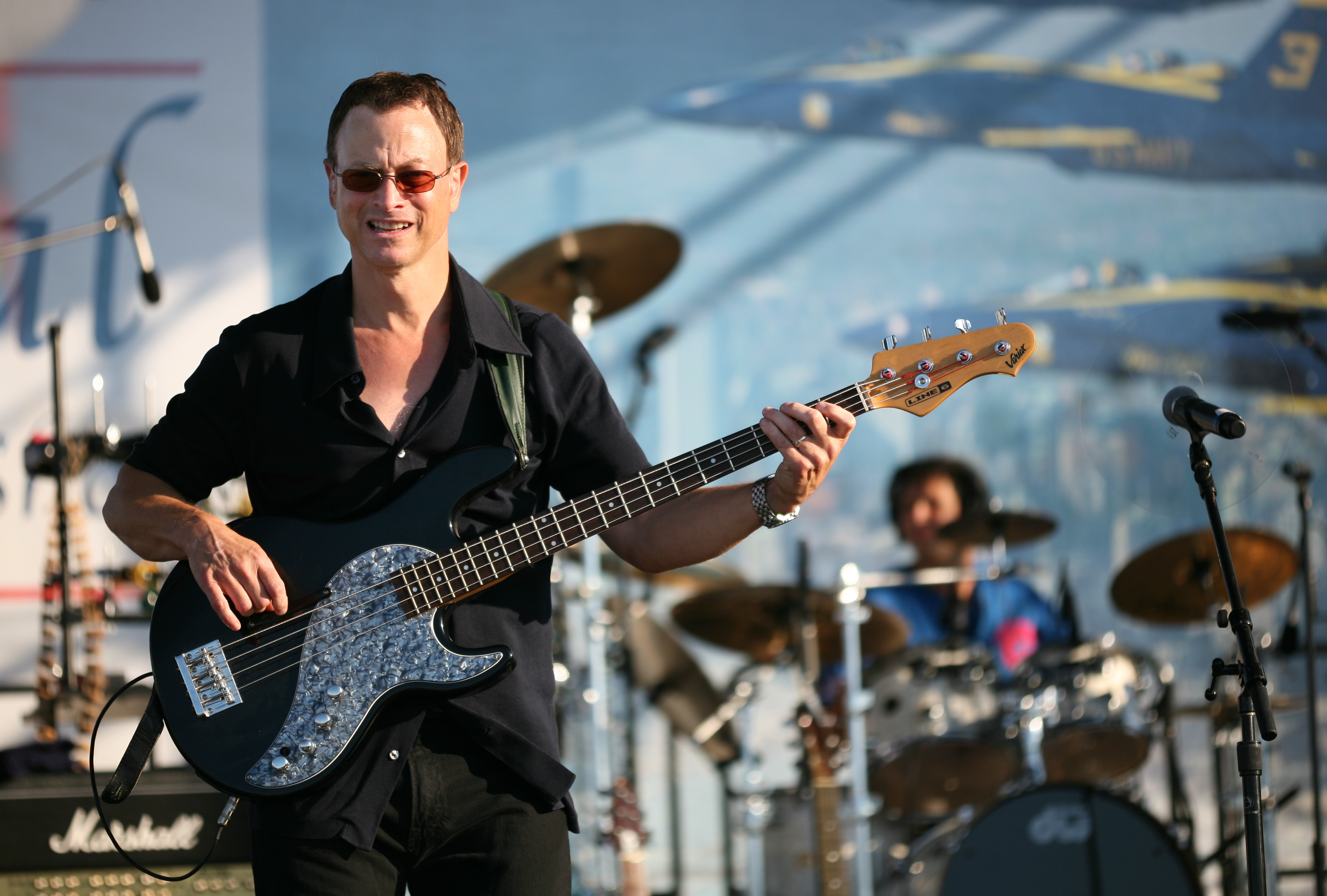
Gary Sinise tocando el bajo en Lt. Dan Band (2008).

En 2004 comenzó a actuar en su primera serie como miembro regular, en CSI: Nueva York, donde interpretó al detective Mac Taylor. Fue acreditado como productor desde la segunda temporada y además escribió la trama de un episodio. Varios episodios permitieron a Sinise demostrar sus habilidades como músico, como en la segunda temporada cuando Mac Taylor toca el bajo en un club de jazz junto a los músicos Kimo, Carol Williams y Danny Gottlieb, miembros de la Lt. Dan Band, fundada por Sinise y Kimo Williams en el año 2003. El nombre de la banda surgió por el personaje de Sinise en Forrest Gump.
Sinise fue premiado con la Presidential Citizen Medal por George W. Bush debido a su labor de apoyo a las tropas estadounidenses y por el trabajo humanitario en apoyo de los niños iraquíes. A finales de 2008 narró "Army and Army Reserve Army Strong", un comercial de reclutamiento. Sinise es uno de los productores ejecutivos de Brothers at War (2009), un documental sobre la Guerra de Irak. El documental muestra una familia militar estadounidense y las experiencias de tres hermanos: Jake, Isaac y Joseph Rademacher. 
En el 2015 hizo el papel principal en la serie mentes criminales sin fronteras como Jack garret el jefe de la división internacional del FBI.

## Vida privada
Desde 1981, Sinise está casado con Moira Harris, quien trabajó como actriz entre 1986 y 2003.
En 2018 fue diagnosticada con cáncer de mama y, desde 2024, está libre de cáncer.
Tuvieron tres hijos:
Sophie Anne Sinise (n. 1988),
McCanna Anthony Sinise (1990‑2024) y
Ella Jane Sinise (n. 1992).
A su hijo, McCanna Mac Anthony Sinise, le diagnosticaron cordoma, un cáncer poco común de columna vertebral, en 2018. Mac era músico y trabajó para la fundación benéfica de su padre, en 2024 trabajó en el álbum Resurrection & Revival. Falleció el 5 de enero de 2024 y fue enterrado el 23 de enero de 2024 en un servicio católico.
Sinise es católico practicante. Se convirtió a esa religión el 24 de diciembre de 2010, siguiendo los pasos de su esposa, Moira, quien se había criado como católica y se reconvirtió en el año 2000.
En 2003 fue premiado con un doctorado honoris causa por el Amherst College.
Sinise ha dedicado mucho tiempo al Museo Nacional de Arte de los Veteranos de Vietnam, ahora llamado National Veterans Art Museum.
Es fundador de la Fundación Gary Sinise (www.garysinisefoundation.org) para ayudar a los veteranos y militares discapacitados.
En abril de 2017, Gary fue reconocido con una estrella en el Paseo de la Fama de Hollywood, acompañado con su mujer Moira Harris y sus tres hijos. La presentación se hizo con su amigo Joe Mantegna y los veteranos de la Fuerzas Armadas de los Estados Unidos.

## Películas
| Año  | Título                                         | Personaje                | Notas                        |
| ---- | ---------------------------------------------- | ------------------------ | ---------------------------- |
| 1978 | Un día de boda                                 | Extra                    | No acreditado                |
| 1988 | Miles from Home                                |                          | Dirigida                     |
| 1992 | De ratones y hombres                           | George Milton            | Dirigida                     |
| 1992 | A Midnight Clear                               | Vance 'Madre' Wilkins    |                              |
| 1992 | The Witness                                    | Soldado joven            | Cortometraje televisivo      |
| 1993 | Jack the Bear                                  | Norman Strick            |                              |
| 1994 | Forrest Gump                                   | Teniente Dan Taylor      |                              |
| 1995 | Apolo 13                                       | Ken Mattingly            |                              |
| 1995 | Rápida y mortal                                | El Mariscal              |                              |
| 1996 | Ransom                                         | Detective Jimmy Shaker   |                              |
| 1996 | Albino Alligator                               | Milo                     |                              |
| 1999 | Snake Eyes                                     | Comandante Kevin Dunne   |                              |
| 1999 | The Green Mile                                 | Burt Hammersmith         |                              |
| 1999 | All the Rage                                   | Morgan                   |                              |
| 2000 | Bruno                                          | Dino Battaglia           |                              |
| 2000 | Impostor                                       | Spencer Olham            |                              |
| 2000 | Misión a Marte                                 | Jim McConnell            |                              |
| 2000 | Operación Reno                                 | Gabriel Mercer           |                              |
| 2002 | A Gentleman's Game                             | Foster Pearse            |                              |
| 2002 | Made-Up                                        | Duncan Tivey             |                              |
| 2003 | The Human Stain                                | Nathan Zuckerman         |                              |
| 2003 | Mission: SPACE                                 | Capcom                   | Cortometraje                 |
| 2004 | The Forgotten                                  | Dr. Jack Munce           |                              |
| 2004 | The Big Bounce                                 | Ray Ritchie              |                              |
| 2005 | Magnificent Desolation: Walking on the Moon 3D | Gene Cernan              | Única voz - Corto documental |
| 2006 | Open Season                                    | Shaw                     | Única voz                    |
| 2011 | Nada menos de Héroes: El Honor Vuelo historia  | Narrador                 | Video documental             |
| 2011 | Lt. Dan Band: Por El Bien Común                | Él mismo                 | Documental                   |
| 2014 | Captain America: The Winter Soldier            | Narrador del Smithsonian | Sólo voz                     |
| 2015 | Beyond Glory                                   | Voz                      | Documental                   |
| 2019 | Sgt. Will Gardner                              | Larry                    |                              |
| 2020 | I Still Believe                                | Tom Camp                 |                              |
| 2020 | Joe Bell                                       | Sheriff Westin           |                              |

## Televisión
| Año       | Serie de TV                         | Personaje                    |                                                                      |
| --------- | ----------------------------------- | ---------------------------- | -------------------------------------------------------------------- |
| 1980      | Knots Landing                       | Lee Maddox                   | Episodio: "Small Surprises"                                          |
| 1984      | Family Secrets                      | Motociclista                 | Telefilm                                                             |
| 1984      | True West                           | Austin                       | American Playhouse emisión de juego                                  |
| 1986-1987 | Crime Story                         | Howie Dressler               | Episodios: "For Love or Money" y "Top of the World"                  |
| 1989      | The Final Days                      | Richard Ben-Veniste          | Telefilm                                                             |
| 1989      | My Name Is Bill W.                  | Ebby, el mejor amigo de Bill | Telefilm                                                             |
| 1991      | Las uvas de la ira                  | Tom Joad                     | American Playhouse emisión de juego                                  |
| 1994      | Apocalipsis (miniserie) / The Stand | Stuart (Stu) Redman          | Miniserie                                                            |
| 1995      | Truman                              | Harry S. Truman              | Telefilm                                                             |
| 1995      | Frasier                             | Sid                          | Episodio: "The Club"; única voz                                      |
| 1997      | George Wallace                      | George C. Wallace            | Telefilm                                                             |
| 1999      | That Championship Season            | Tom Daley                    | Telefilm                                                             |
| 2002      | Camino a la guerra                  | George Wallace               | Telefilm, no acreditado                                              |
| 2003      | Fallen Angel                        | Terry                        | Telefilm                                                             |
| 2004-2005 | CSI Miami                           | Detective Mac Taylor         | Episodios: "MIA / NYC NonStop", "Felony Flight"                      |
| 2004-2013 | CSI: Nueva York                     | Detective Mac Taylor         | La totalidad de los 197 episodios                                    |
| 2009      | Segunda Guerra Mundial en HD        | Narrador                     | Miniserie; Episodio: "Battle Stations"                               |
| 2010-2012 | Misiones que cambiaron la Guerra    | Narrador                     | Los 14 episodios                                                     |
| 2013      | CSI: Crime Scene Investigation      | Detective Mac Taylor         | Episodio: "In Vino Veritas"                                          |
| 2015-2017 | Mentes criminales: sin fronteras    | Agente Jack Garrett          | Todos los episodios                                                  |
| 2020      | 13 Reasons Why                      | Dr. Ellman                   | Personaje Principal (temporada 4) (8 episodios), serie de TV Netflix |

## Premios y distinciones
Premios Óscar
| Año  | Categoría                       | Película     | Resultado |
| ---- | ------------------------------- | ------------ | --------- |
| 1995 | Óscar al mejor actor de reparto | Forrest Gump | Nominado  |

Premios Emmy
| Año  | Categoría                   | Película       | Resultado |
| ---- | --------------------------- | -------------- | --------- |
| 1998 | Mejor actor en un telefilme | George Wallace | Ganador   |

Premios Globo de Oro
| Año  | Categoría                    | Película | Resultado |
| ---- | ---------------------------- | -------- | --------- |
| 1995 | Mejor actor en una miniserie | Truman   | Ganador   |

Premios SAG
| Año  | Categoría                    | Película       | Resultado |
| ---- | ---------------------------- | -------------- | --------- |
| 1995 | Mejor actor en una miniserie | Truman         | Ganador   |
| 1996 | Mejor actor de reparto       | Apolo 13       | Ganador   |
| 1998 | Mejor actor en un telefilme  | George Wallace | Ganador   |